# Ньюкерівська група вчених
Ньюкерівська група вчених (англ. Nuker Team) — сучасна група астрономів та астрофізиків, яка вивчає фундаментальні явища Всесвіту, зокрема надмасивні чорні дірки. Створена в 1985 р. Головним інструментом науковців є Хабблівський телескоп.

## Члени групи
Члени-засновники: Сандра Фебер (Sandra M. Faber), Дуглас Річстоун (Douglas Richstone), Алан Дресслер (Alan Dressler), Тод Лауер (Tod R. Lauer), Джон Корменді (John Kormendy), та Скот Тремайні (Scott Tremaine).  
Пізніше підключилися до роботи групи: Ральф Бендер (Ralf Bender), Олексій Філіпенко (Alexei Filippenko), Карл Ґебарт (Karl Gebhardt), Кайхан Ґултекін (Kayhan Gultekin), Річард Грін (Richard Green), Луїс Хо (Luis C. Ho), Джон Магоррян (John Magorrian), Джейсон Пінкні (Jason Pinkney), і Крістос Сайопіс (Christos Siopis).